# Rüdiger Thiele
Rolf-Rüdiger Thiele (Polepy, Boêmia, 29 de abril de 1943) é um matemático alemão.

## Publicações selecionadas
- Rüdiger Thiele: Leonhard Euler. BSB B.G.Teubner, Leipzig 1982, ISBN 3-322-00576-3 bzw. 978-3-322-00576-2
- Rüdiger Thiele: Er rechnete, wie andere atmen. EULERS Beiträge zum Funktionsbegriff. Euler-Vortrag im Schlosstheater des Neuen Palais von Sanssouci, Potsdam, 21. Mai 1999, Online-Version.
- Ruediger Thiele: Hilbert’s Twenty-Fourth Problem. In: The American Mathematical Monthly, January 2003, pp. 1-24.
- Rüdiger Thiele: The Mathematics and Science of Leonhard Euler (1707-1783). In: Glen van Brummelen / Michael Kinyon (Eds.): Mathematics and the Historian's Craft. Springer, New York, 2005, Kapitel 5, S. 81-140, ISBN 978-0-387-25284-1.
- Rüdiger Thiele: Van der Waerden in Leipzig. Mit einem Geleitwort von Friedrich Hirzebruch. Edition am Gutenbergplatz Leipzig, Leipzig 2009, ISBN 978-3-937219-36-3 (EAGLE 036)
- Rüdiger Thiele: Felix Klein in Leipzig. Edition am Gutenbergplatz Leipzig, Leipzig 2011, ISBN 978-3-937219-47-9 (EAGLE 047)
- Thiele: Felix Klein in Leipzig 1880–1886, Jahresbericht der Deutschen Mathematikervereinigung, Bd. 102, Heft 2, 2000, S. 69
- Thiele: Mathematische Beweise, Harri Deutsch 1979, 2. Auflage 1981
- Thiele: Von der Bernoullischen Brachistochrone zum Kalibrator-Konzept: ein historischer Abriß zur Entstehung der Feldtheorie in der Variationsrechnung, Turnhout, Brepols 2007 (Habilitation)
- Thiele, Konrad Haase: Der verzauberte Raum- Spiele in drei Dimensionen,  Urania Verlag, Leipzig 1991
- dieselben: 100 Fünf-Minuten-Spiele: Zeitvertreib für Singles, Berlin 1990
- Die gefesselte Zeit: Spiele, Spaß und Strategien, Urania Verlag 1984, 1987
- Das große Spielvergnügen: mit Würfeln, Streichhölzern, Papier, Schachfiguren, Dominos und Labyrinthen, Hugendubel 1984, Büchergilde Gutenberg 1985